# Herb Magee
Herb Magee, (nacido en Estados Unidos el 20 de junio de 1941) es un entrenador de baloncesto estadounidense que ejerce en la Universidad de Thomas Jefferson desde el año 1967.

## Trayectoria
- Universidad de Philadelphia (1963-1967), (Ayudante)
- Universidad de Philadelphia (1967-)